# Лямбда-куб

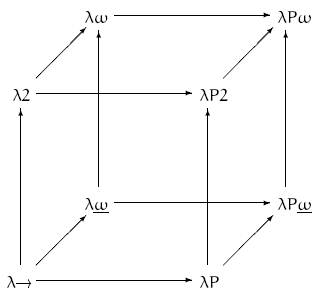
λ-куб. Стрелка вдоль каждого ребра указывает на направление включения; более простая система является частным случаем более сложной.

Ля́мбда-куб (λ-куб) — наглядная классификация восьми типизированных лямбда-исчислений с явным приписыванием типов (систем, типизированных по Чёрчу). Куб организован в соответствии с возможными зависимостями между типами и термами этого исчисления и формирует естественную структуру для исчисления конструкций. Идею λ-куба предложил в 1991 году нидерландский логик и математик Хенк Барендрегт. Дальнейшие обобщения лямбда-куба можно получить, рассматривая чистую систему типов.

## Структура λ-куба
В системах λ-куба переменные относят к одному из двух сортов: {\displaystyle \ast } или {\displaystyle \Box }. Все допустимые выражения тоже разделяются по сортам. Утверждение о принадлежности выражения к сорту надстраивается над утверждением типизации, то есть высказывание {\displaystyle A:B:C} читается так: элемент {\displaystyle A} имеет тип {\displaystyle B} и принадлежит сорту {\displaystyle C}.
Сорт {\displaystyle \ast } используется для обычных переменных и термов λ-исчисления, сорт {\displaystyle \Box } — для переменных и выражений типа. Поэтому в системах λ-куба типы сорта {\displaystyle \ast } и элементы сорта {\displaystyle \Box } рассматриваются как пересекающиеся. Например, тип терма {\displaystyle (\lambda x:\alpha .\,x):(\alpha \to \alpha ):\ast } может быть записан как элемент более «высокого» сорта {\displaystyle (\alpha \to \alpha ):\ast :\Box }. Типы сорта {\displaystyle \Box } иногда называют родами.
Под зависимостью понимается возможность определять и использовать функции отображающие элементы одного сорта в другой (или тот же). Элементы сорта {\displaystyle s_{1}} зависят от элементов сорта {\displaystyle s_{2}}, если:
- для допустимого выражения {\displaystyle F[x]:\tau :s_{1}}, возможно содержащего переменную {\displaystyle x:\sigma :s_{2}}, мы можем определить лямбда-абстракцию {\displaystyle (\lambda x:\sigma .\,F[x]):(\sigma \to \tau ):s_{1}};
- для функции {\displaystyle G:(\sigma \to \tau ):s_{1}} должно быть допустимо её применение к элементу {\displaystyle Y:\sigma :s_{2}}, при этом результат должен быть элементом типа {\displaystyle \tau } сорта {\displaystyle s_{1}}, то есть {\displaystyle (G\,Y):\tau :s_{1}}.

Базовой вершиной куба служит система {\displaystyle \lambda ^{\rightarrow }}, соответствующая просто типизированному лямбда-исчислению. Термы (элементы сорта {\displaystyle \ast }) зависят от термов; типы (элементы сорта {\displaystyle \Box }) в зависимостях не участвуют. Три оси, выходящие из базовой вершины, порождают следующие системы:
- термы, зависящие от типов: система {\displaystyle \lambda 2} (лямбда-исчисление с полиморфными типами, система F);
- типы, зависящие от типов: система {\displaystyle \lambda {\underline {\omega }}} (лямбда-исчисление с операторами над типами);
- типы, зависящие от термов: система {\displaystyle \lambda P} (лямбда-исчисление с зависимыми типами).

Остальные системы представляют собой различные комбинации перечисленных зависимостей. Наиболее богатая система {\displaystyle \lambda P\omega } (полиморфное лямбда-исчисление высшего порядка с зависимыми типами) фактически представляет собой исчисление конструкций.

## Свойства систем λ-куба
Все системы лямбда-куба обладают свойством сильной нормализации: любой допустимый терм (и тип) за конечное число β-редукций приводится к единственной нормальной форме.

## Поддержка в языках программирования
Различные функциональные языки поддерживают различное подмножество представленных в лямбда-кубе систем типов.
- Haskell, ML — λ2 (система F)
- В ограниченной форме Haskell (в реализации GHC начиная с последних версий) поддерживает {\displaystyle \lambda {\underline {\omega }}} с помощью «type families».
- Coq, Agda — {\displaystyle \lambda P\omega } (исчисление конструкций)